# Canottaggio ai Giochi della XXXII Olimpiade - Singolo femminile
La gara del singolo femminile dei Giochi della XXXII Olimpiade si è svolto il 23 e 30 luglio 2021 presso il campo di regata Sea Forest Waterway, situato sull'isola artificiale Central Breakwater, nella baia di Tokyo. Hanno partecipato alla competizione 32 atlete provenienti da altrettante nazioni. La competizione è stata vinta dalla neozelandese Emma Twigg, che ha preceduto sul podio l'atleta di ROC Hanna Prakatsen e l'austriaca Magdalena Lobnig.

## Formato
La competizione si è svolta su quattro turni, in ognuno dei quali i primi tre classificati di ogni batteria sono avanzati al turno successivo. Gli equipaggi eliminati al primo turno si sono affrontati in tre batterie di ripescaggio, ognuna delle quali ha qualificato altri due atleti al secondo turno.
Gli equipaggi eliminati hanno partecipato ad un analogo tabellone che ha determinato i piazzamenti.

## Programma
| Data           | Ora (UTC+9) | Turno            |
| -------------- | ----------- | ---------------- |
| 23 luglio 2021 | 09:30       | Batterie         |
| 24 luglio 2021 | 08:00       | Ripescaggi       |
| 25 luglio 2021 | 09:20       | Semifinali E/F   |
| 25 luglio 2021 | 11:00       | Quarti di finale |
| 29 luglio 2021 | 10:30       | Semifinali A/B   |
| 29 luglio 2021 | 12:00       | Semifinali C/D   |
| 30 luglio 2021 | 07:55       | Finale F         |
| 30 luglio 2021 | 08:15       | Finale E         |
| 30 luglio 2021 | 08:25       | Finale D         |
| 30 luglio 2021 | 08:45       | Finale C         |
| 30 luglio 2021 | 09:05       | Finale B         |
| 30 luglio 2021 | 09:33       | Finale A         |

## Risultati

### Batterie
| Pos. | Atleti             | Nazione     | Tempo    | Note |
| ---- | ------------------ | ----------- | -------- | ---- |
| 1    | Kara Kohler        | Stati Uniti | 7:49.71  | QF   |
| 2    | Tatsiana Klimovich | Bielorussia | 7:51.86  | QF   |
| 3    | Nazanin Malaei     | Iran        | 7:59.01  | QF   |
| 4    | Alejandra Alonso   | Paraguay    | 8:11.88  | R    |
| 5    | Esther Toko        | Nigeria     | 8:58.49  | R    |
| 6    | Esraa Koghali      | Sudan       | 10:18.27 | R    |

| Pos. | Atleti               | Nazione           | Tempo   | Note |
| ---- | -------------------- | ----------------- | ------- | ---- |
| 1    | Sanita Puspure       | Irlanda           | 7:46.08 | QF   |
| 2    | Kenia Lechuga        | Messico           | 7:54.21 | QF   |
| 3    | Anneta Kyridou       | Grecia            | 7:54.28 | QF   |
| 4    | Felice Chow          | Trinidad e Tobago | 8:02.02 | R    |
| 5    | Kathleen Grace Noble | Uganda            | 8:21.85 | R    |
| 6    | Joan Poh             | Singapore         | 8:31.12 | R    |

| Pos. | Atleti              | Nazione    | Tempo   | Note |
| ---- | ------------------- | ---------- | ------- | ---- |
| 1    | Hanna Prakatsen     | ROC        | 7:48.74 | QF   |
| 2    | Jiang Yan           | Cina       | 7:53.14 | QF   |
| 3    | Veronica Toro Arana | Porto Rico | 8:11.57 | QF   |
| 4    | Winne Hung          | Hong Kong  | 8:17.79 | R    |
| 5    | Sarah Fraincart     | Marocco    | 8:32.78 | R    |

| Pos. | Atleti            | Nazione       | Tempo   | Note |
| ---- | ----------------- | ------------- | ------- | ---- |
| 1    | Victoria Thornley | Gran Bretagna | 7:44.30 | QF   |
| 2    | Jeannine Gmelin   | Svizzera      | 7:47.20 | QF   |
| 3    | Lovisa Claesson   | Svezia        | 7:58.41 | QF   |
| 4    | Evidelia González | Nicaragua     | 8:25.18 | R    |
| 5    | Claire Ayivon     | Togo          | 8:48.07 | R    |

| Pos. | Atleti               | Nazione | Tempo   | Note |
| ---- | -------------------- | ------- | ------- | ---- |
| 1    | Magdalena Lobnig     | Austria | 7:37.91 | QF   |
| 2    | Carling Zeeman       | Canada  | 7:40.72 | QF   |
| 3    | Maike Diekmann       | Namibia | 7:56.37 | QF   |
| 4    | Milena Venega Cancio | Cuba    | 8:03.00 | R    |
| 5    | Tala Abujbara        | Qatar   | 8:06.29 | R    |

| Pos. | Atleti        | Nazione       | Tempo   | Note |
| ---- | ------------- | ------------- | ------- | ---- |
| 1    | Emma Twigg    | Nuova Zelanda | 7:35.22 | QF   |
| 2    | Sophie Souwer | Paesi Bassi   | 7:39.96 | QF   |
| 3    | Jovana Arsić  | Serbia        | 7:46.74 | QF   |
| 4    | Huang Yi-ting | Taipei cinese | 8:04.59 | R    |
| 5    | Jung Hye-jung | Corea del Sud | 8:12.15 | R    |

### Ripescaggi
| Pos. | Atleti           | Nazione       | Tempo   | Note  |
| ---- | ---------------- | ------------- | ------- | ----- |
| 1    | Alejandra Alonso | Paraguay      | 8:08.91 | Q     |
| 2    | Huang Yi-ting    | Taipei cinese | 8:11.56 | Q     |
| 3    | Tala Abujbara    | Qatar         | 8:16.88 | S E/F |
| 3    | Joan Poh         | Singapore     | 8:40.06 | S E/F |
| 5    | Sarah Fraincart  | Marocco       | 8:42.78 | S E/F |

| Pos. | Atleti            | Nazione           | Tempo   | Note  |
| ---- | ----------------- | ----------------- | ------- | ----- |
| 1    | Felice Chow       | Trinidad e Tobago | 8:15.94 | Q     |
| 2    | Jung Hye-jung     | Corea del Sud     | 8:26.73 | Q     |
| 3    | Evidelia González | Nicaragua         | 8:37.55 | S E/F |
| 4    | Esther Toko       | Nigeria           | 9:07.54 | S E/F |

| Pos. | Atleti               | Nazione   | Tempo    | Note  |
| ---- | -------------------- | --------- | -------- | ----- |
| 3    | Milena Venega Cancio | Cuba      | 8:17.30  | Q     |
| 2    | Winne Hung           | Hong Kong | 8:23.58  | Q     |
| 4    | Kathleen Grace Noble | Uganda    | 8:36.01  | S E/F |
| 1    | Claire Ayivon        | Togo      | 9:04.23  | S E/F |
| 5    | Esraa Koghali        | Sudan     | 10:25.94 | S E/F |

### Quarti di finale
| Pos. | Atleti           | Nazione     | Tempo   | Note  |
| ---- | ---------------- | ----------- | ------- | ----- |
| 1    | Sanita Puspure   | Irlanda     | 7:58.30 | S A/B |
| 2    | Kara Kohler      | Stati Uniti | 7:59.39 | S A/B |
| 3    | Jiang Yan        | Cina        | 8:00-01 | S A/B |
| 4    | Jovana Arsić     | Serbia      | 8:09.37 | S C/D |
| 5    | Alejandra Alonso | Paraguay    | 8:29.80 | S C/D |
| 6    | Winne Hung       | Hong Kong   | 8:36.37 | S C/D |

| Pos. | Atleti               | Nazione       | Tempo   | Note  |
| ---- | -------------------- | ------------- | ------- | ----- |
| 1    | Hanna Prakatsen      | ROC           | 7:49.64 | S A/B |
| 2    | Carling Zeeman       | Canada        | 7:57.58 | S A/B |
| 3    | Victoria Thornley    | Gran Bretagna | 7:59.93 | S A/B |
| 4    | Lovisa Claesson      | Svezia        | 8:16.99 | S C/D |
| 5    | Milena Venega Cancio | Cuba          | 8:25.26 | S C/D |
| 6    | Jung Hye-jung        | Corea del Sud | 8:38.70 | S C/D |

| Pos. | Atleti              | Nazione           | Tempo   | Note  |
| ---- | ------------------- | ----------------- | ------- | ----- |
| 1    | Magdalena Lobnig    | Austria           | 7:58.20 | S A/B |
| 2    | Sophie Souwer       | Paesi Bassi       | 7:59.92 | S A/B |
| 3    | Anneta Kyridou      | Grecia            | 8:02.04 | S A/B |
| 4    | Tatsiana Klimovich  | Bielorussia       | 8:09.04 | S C/D |
| 5    | Felice Chow         | Trinidad e Tobago | 8:21.23 | S C/D |
| 6    | Veronica Toro Arana | Porto Rico        | 8:35.32 | S C/D |

| Pos. | Atleti          | Nazione       | Tempo   | Note  |
| ---- | --------------- | ------------- | ------- | ----- |
| 1    | Emma Twigg      | Nuova Zelanda | 7:54.96 | S A/B |
| 2    | Jeannine Gmelin | Svizzera      | 8:02.10 | S A/B |
| 3    | Nazanin Malaei  | Iran          | 8:07.32 | S A/B |
| 4    | Kenia Lechuga   | Messico       | 8:09.29 | S C/D |
| 5    | Maike Diekmann  | Namibia       | 8:21.69 | S C/D |
| 6    | Huang Yi-ting   | Taipei cinese | 8:34.51 | S C/D |

### Semifinali

#### Semifinali A/B
| Pos. | Atleti          | Nazione     | Tempo   | Note |
| ---- | --------------- | ----------- | ------- | ---- |
| 1    | Hanna Prakatsen | ROC         | 7:23.61 | FA   |
| 2    | Jeannine Gmelin | Svizzera    | 7:25.80 | FA   |
| 3    | Jiang Yan       | Cina        | 7:27.30 | FA   |
| 4    | Sophie Souwer   | Paesi Bassi | 7:29.66 | FB   |
| 5    | Sanita Puspure  | Irlanda     | 7:34.40 | FB   |
| 6    | Anneta Kyridou  | Grecia      | 7:40.81 | FB   |

| Pos. | Atleti            | Nazione       | Tempo   | Note |
| ---- | ----------------- | ------------- | ------- | ---- |
| 1    | Emma Twigg        | Nuova Zelanda | 7:20.70 | FA   |
| 2    | Victoria Thornley | Gran Bretagna | 7:25.10 | FA   |
| 3    | Magdalena Lobnig  | Austria       | 7:25.59 | FA   |
| 4    | Kara Kohler       | Stati Uniti   | 7:26.10 | FB   |
| 5    | Carling Zeeman    | Canada        | 7:38.28 | FB   |
| 6    | Nazanin Malaei    | Iran          | 7:45.52 | FB   |

#### Semifinali C/D
| Pos. | Atleti              | Nazione           | Tempo   | Note |
| ---- | ------------------- | ----------------- | ------- | ---- |
| 1    | Lovisa Claesson     | Svezia            | 7:35.91 | FC   |
| 2    | Jovana Arsić        | Serbia            | 7:39.26 | FC   |
| 3    | Maike Diekmann      | Namibia           | 7:40.77 | FC   |
| 4    | Felice Chow         | Trinidad e Tobago | 7:45.14 | FD   |
| 5    | Veronica Toro Arana | Porto Rico        | 7:53.30 | FD   |
| 6    | Winne Hung          | Hong Kong         | 7:56.30 | FD   |

| Pos. | Atleti             | Nazione       | Tempo   | Note |
| ---- | ------------------ | ------------- | ------- | ---- |
| 1    | Kenia Lechuga      | Messico       | 7:33.72 | FC   |
| 2    | Tatsiana Klimovich | Bielorussia   | 7:33.72 | FC   |
| 3    | Milena Venega      | Cuba          | 7:41.18 | FC   |
| 4    | Alejandra Alonso   | Paraguay      | 7:43.33 | FD   |
| 5    | Huang Yi-ting      | Taipei cinese | 7:56.00 | FD   |
| 6    | Jeong Hye-jeong    | Corea del Sud | 8:06.32 | FD   |

#### Semifinali E/F
| Pos. | Atleti               | Nazione | Tempo    | Note |
| ---- | -------------------- | ------- | -------- | ---- |
| 1    | Tala Abujbara        | Qatar   | 8:24.24  | FE   |
| 2    | Kathleen Grace Noble | Uganda  | 8:31.67  | FE   |
| 3    | Esther Toko          | Nigeria | 9:07.70  | FE   |
| 4    | Esraa Koghali        | Sudan   | 10:23.52 | FF   |

| Pos. | Atleti            | Nazione   | Tempo   | Note |
| ---- | ----------------- | --------- | ------- | ---- |
| 1    | Evidelia González | Nicaragua | 8:36.99 | FE   |
| 2    | Sarah Fraincart   | Marocco   | 8:43.90 | FE   |
| 3    | Joan Poh          | Singapore | 8:47.77 | FE   |
| 4    | Claire Ayivon     | Togo      | 9:15.29 | FF   |

### Finali
| Pos. | Atleti        | Nazione | Tempo    | Note |
| ---- | ------------- | ------- | -------- | ---- |
| 1    | Claire Ayivon | Togo    | 8:44.42  |      |
| 2    | Esraa Koghali | Sudan   | 10:05.32 |      |

| Pos. | Atleti               | Nazione   | Tempo   | Note |
| ---- | -------------------- | --------- | ------- | ---- |
| 1    | Tala Abujbara        | Qatar     | 8:00.22 |      |
| 2    | Kathleen Grace Noble | Uganda    | 8:07.00 |      |
| 3    | Evidelia González    | Nicaragua | 8:10.87 |      |
| 4    | Joan Poh             | Singapore | 8:21.23 |      |
| 5    | Sarah Fraincart      | Marocco   | 8:25.38 |      |
| 6    | Esther Toko          | Nigeria   | 8:42.78 |      |

| Pos. | Atleti              | Nazione           | Tempo   | Note |
| ---- | ------------------- | ----------------- | ------- | ---- |
| 1    | Felice Chow         | Trinidad e Tobago | 7:48.06 |      |
| 2    | Huang Yi-ting       | Taipei cinese     | 7:52.18 |      |
| 3    | Alejandra Alonso    | Paraguay          | 7:55.63 |      |
| 4    | Veronica Toro Arana | Porto Rico        | 7:57.22 |      |
| 5    | Winne Hung          | Hong Kong         | 8:02.79 |      |
| 6    | Jeong Hye-jeong     | Corea del Sud     | 8:06.13 |      |

| Pos. | Atleti             | Nazione     | Tempo   | Note |
| ---- | ------------------ | ----------- | ------- | ---- |
| 1    | Tatsiana Klimovich | Bielorussia | 7:39.53 |      |
| 2    | Lovisa Claesson    | Svezia      | 7:41.07 |      |
| 3    | Jovana Arsić       | Serbia      | 7:43.30 |      |
| 4    | Kenia Lechuga      | Messico     | 7:44.55 |      |
| 5    | Milena Venega      | Cuba        | 7.47.40 |      |
| 6    | Maike Diekmann     | Namibia     | 7:52.17 |      |

| Pos. | Atleti         | Nazione     | Tempo   | Note |
| ---- | -------------- | ----------- | ------- | ---- |
| 1    | Sophie Souwer  | Paesi Bassi | 7:25.96 |      |
| 2    | Carling Zeeman | Canada      | 7:29:59 |      |
| 3    | Kara Kohler    | Stati Uniti | 7:29.72 |      |
| 4    | Anneta Kyridou | Grecia      | 7:36.79 |      |
| 5    | Nazanin Malaei | Iran        | 7:42.57 |      |
| 6    | Sanita Puspure | Irlanda     | DNS     |      |

| Pos.    | Atleti            | Nazione       | Tempo   | Note |
| ------- | ----------------- | ------------- | ------- | ---- |
| Oro     | Emma Twigg        | Nuova Zelanda | 7:13.97 |      |
| Argento | Hanna Prakatsen   | ROC           | 7:17.39 |      |
| Bronzo  | Magdalena Lobnig  | Austria       | 7:19.72 |      |
| 4       | Victoria Thornley | Gran Bretagna | 7:20.39 |      |
| 5       | Jeannine Gmelin   | Svizzera      | 7:20.91 |      |
| 6       | Jiang Yan         | Cina          | 7:21.33 |      |